# 貝哈蒂·普林斯露
貝哈蒂·普林斯露（英语：Behati Prinsloo；1989年5月16日—），生于南非范德拜爾帕克，昵称“南瓜”，納米比亞超級名模，以《维多利亚的秘密超秘密秀》而闻名。
她是高級時裝品牌：Chanel、Tommy Hilfiger、Nina Ricci的代言人。貝哈蒂上過各國Vogue、Elle及Muse等雜誌封面或內頁，也有參與Prada、Versace、Dolce & Gabbana等時裝展。貝哈蒂現在在Models.com的Top Sexiest Models中排第5名。

## 外部連結
- 貝哈蒂·普林斯露在互联网电影资料库（IMDb）上的資料（英文）
- 貝哈蒂·普林斯露於模特兒目錄（Fashion Model Directory）的相關資料
- 貝哈蒂·普林斯露的Instagram帳戶
- Models.com Profile （页面存档备份，存于）